# Sejerø
Bản mẫu:Geobox Settlement

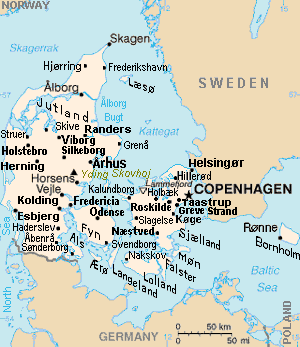
Vị trí đảo Sejerø trên bản đồ Đan Mạch

Sejerø là 1 đảo nhỏ của Đan Mạch, nằm ở Vịnh Sejerø trong Vùng nước Kattegat, cách bờ phía tây đảo Zealand khoảng 5 km.
Đảo dài 11 km, chỗ rộng nhất là 1,7 km, diện tích 12,36 km² với 403 cư dân trong đó khoảng ½ cư ngụ trong làng lớn nhất của đảo là Sejerby. Về hành chính Sejerø thuộc thị xã Kalundborg, Vùng Zealand.
Về giao thông, có tuyến tàu phà từ Havnsø (tây bắc đảo Zealnad) nối gaio thông với đảo.

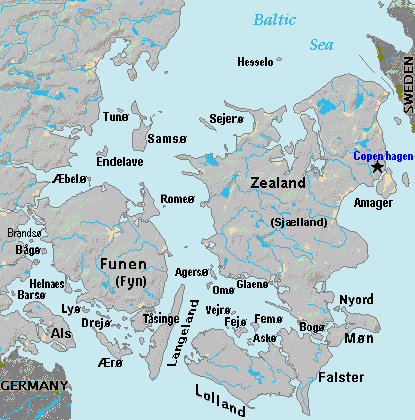
Đảo Sejerø (ở giữa bên trên), phía tây đảo Zealand, phía đông đảo Samsø.